# Simon Thurley
Simon John Thurley (né le 29 août 1962) est un universitaire et historien de l'architecture britannique. Il est directeur général d’English Heritage d’avril 2002 à mai 2015. En avril 2021, il devient président du National Lottery Heritage Fund.

## Jeunesse et éducation
Thurley est né à Huntingdon et grandit à Godmanchester. Il estime qu'il était inévitable qu'il devienne historien puisque « à l'âge de sept ans, j'aidais aux fouilles romaines près de chez moi... et les vacances de mon enfance consistaient invariablement à visiter des demeures seigneuriales et des cathédrales ». Il fréquente l'école Kimbolton dans le Cambridgeshire (1972-1982), puis obtient une licence en histoire au Bedford College (1982-1985), avec mention très bien. Il poursuit ses études au Courtauld Institute of Art (1985-1989), où il obtient une maîtrise en histoire de l'art avec distinction et un doctorat avec une thèse intitulée « English Royal Palaces 1450–1550 »,.

## Carrière
Alors qu'il travaille sur ses recherches doctorales, il occupe le poste d'inspecteur des monuments anciens pour l'English Heritage (1988-1990), devenant plus tard conservateur des palais royaux historiques (1989-1997) et directeur du Musée de Londres (1997 à mars 2002). Il est également un présentateur historique prolifique, occupant un créneau historique sur BBC London pendant trois ans et – à la télévision – présentant Flying Through Time, la série en six parties de Channel Four de 2004 Lost Buildings of Britain (Channel 4), The Buildings that Shaped Britain (Channel 5) et une histoire de Londres en six parties (Granada). Il apparait également en tant qu'expert dans plusieurs épisodes de l'émission archéologique Time Team de Channel 4.
En 2002, à l'âge de 39 ans, Thurley est nommé directeur général d'English Heritage ; sa relative jeunesse à ce poste lui vaut d'être surnommé un « jeune prodige ».

## Vie privée
Simon Thurley épouse en premières noces Katharine Goodison, puis se remarie avec Anna Keay, directrice du Landmark Trust.

## Distinctions
- Commandeur de l'Empire britannique (CBE) lors des honneurs d'anniversaire de 2011 pour services rendus à la conservation[6].
- Docteur honoris causa de la City University (2002), de l'université de Bath (2010) et de l'université d'East Anglia (2022)[7].

## Publications
- The Royal Palaces of Tudor England: A Social and Architectural History  (Yale University Press, 1993) (ISBN 9780300054200)
- Royal Lodgings at the Tower of London 1216-1327 (SAHGB, 1995)
- Hampton Court Palace: The Official Guidebook (Palais royaux historiques, 1996)
- The Lost Palace of Whitehall (RIBA, 1998)
- Whitehall Palace Plan of 1670 (London Topographical Society, 1998)
- Whitehall Palace: An Architectural History of the Royal Apartments 1240–1698 (Yale University Press, 1999)
- Hampton Court: A Social and Architectural History (Yale University Press, 2003)
- Lost Buildings of Britain (Viking, 2004) - accompagnant la série télévisée Channel Four
- Whitehall Palace: The Official Illustrated History (Merrell, 2008)
- Somerset House: The Palace of England's Queens 1551–1692 (London Topographical Society, 2009)
- Excavations at Oatlands Palace 1968-1973 et 1983-1984 (2010) - avec Rob Poulton et Alan Cook
- Men from the Ministry: How Britain Saved its Heritage (Yale University Press, 2013) (ISBN 978-0-300-19572-9)
- Houses of Power: The Places that Shaped the Tudor World (Bantam Press, 2017) (ISBN 0593074947 et 978-0593074947)
- Palaces of Revolution: Life, Death and Art at the Stuart Court (William Collins, 2021) (ISBN 978-0008389963)
- St James's Palace From Leper Hospital to Royal Court (Yale University Press, 2022) (ISBN 9780300267464)